# Nick Wayne
Nicholas Wayne Finley (Seattle, 10 de julho de 2005) é um lutador profissional americano. Ele trabalha atualmente para a All Elite Wrestling (AEW), onde atua sob o nome de ringue Nick Wayne. Ele é ex-membro do grupo The Patriarchy e também foi uma vez campeão mundial de trios da AEW, sendo o campeão mais jovem da história da AEW, com 19 anos. Nick também faz aparições na promoção irmã da AEW, a Ring of Honor (ROH), onde atualmente é o campeão mundial televisivo da ROH em seu primeiro reinado. Ele também é o mais jovem a conquistar esse título.

## Carreira na luta livre profissional

### Início de carreira (2018–2023)
Wayne começou a lutar ainda na infância, sendo treinado por seu pai, Buddy Wayne. Ele estreou em um evento da Invasion Championship Wrestling em 27 de abril de 2018, aos 12 anos de idade.
Em 31 de julho de 2022, no evento Ric Flair's Last Match, Wayne enfrentou Jonathan Gresham, Alan Angels e Konosuke Takeshita em uma luta Four Corners para determinar o desafiante número 1 ao Campeonato Mundial da Progress, onde Gresham saiu vencedor.
Em 8 de abril de 2023, Wayne conquistou o Campeonato Mundial da DEFY ao derrotar Swerve Strickland. Ele defendeu com sucesso o título em duas ocasiões antes de ser derrotado por Kenta em 4 de junho, encerrando seu reinado com 56 dias.

### All Elite Wrestling / Ring of Honor (2023–presente)
Em 12 de fevereiro de 2022, Wayne recebeu uma oferta de contrato com a All Elite Wrestling (AEW) de seu amigo de longa data Darby Allin durante o evento de 5º aniversário da DEFY Wrestling.
Após completar 18 anos, Wayne fez sua estreia na AEW no episódio de 12 de julho de 2023 do Dynamite, em Saskatoon, Saskatchewan, Canadá, sendo derrotado por Swerve Strickland. Em 21 de setembro, ele estreou na promoção irmã da AEW, a Ring of Honor (ROH), no episódio daquele dia do Ring of Honor Wrestling, desafiando sem sucesso Katsuyori Shibata pelo Campeonato Puro da ROH.
No WrestleDream, em 1º de outubro, Wayne traiu Allin ao se aliar a Christian Cage durante a luta entre Cage e Allin pelo Campeonato TNT da AEW, se tornando heel no processo. Wayne se juntou ao grupo de Cage, The Patriarchy, ao lado de Luchasaurus (mais tarde renomeado para Killswitch), sendo apelidado por Cage de "The Prodigy" (O Prodígio). No Full Gear, The Patriarchy foi derrotado por Adam Copeland, Sting e Darby Allin em uma luta de trios. No episódio de 23 de dezembro do Collision, Cage anunciou que a mãe de Wayne, Shayna, havia se juntado ao grupo The Patriarchy sob o nome de "The Matriarch" (A Matriarca).

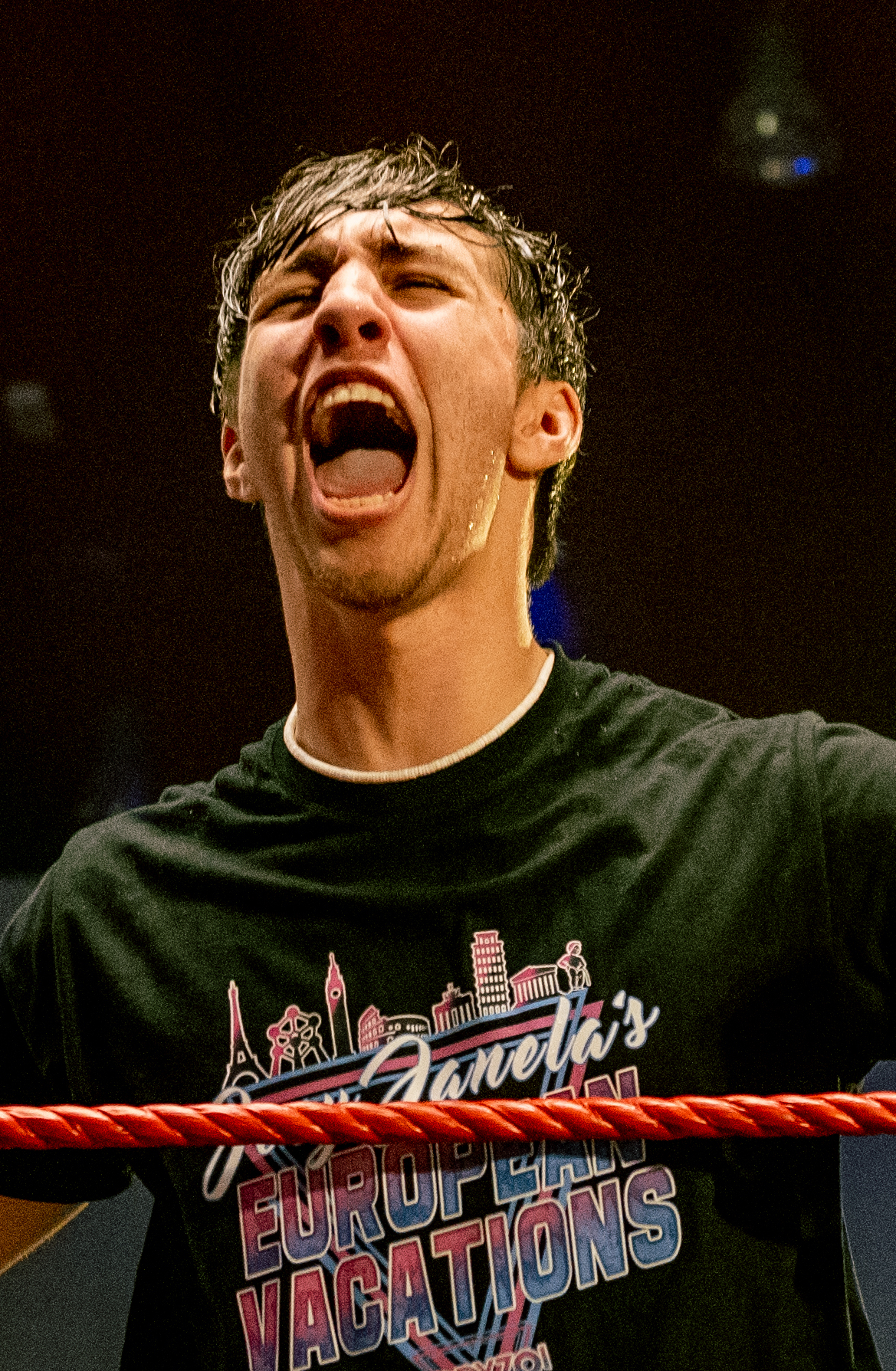
Wayne durante uma luta em 2023.

No episódio de 21 de julho de 2024 do Collision, The Patriarchy derrotou o Bang Bang Gang (Juice Robinson e The Gunns) pelo Campeonato Mundial de Trios da AEW, que estava vago, após interferência de Mother Wayne. Este foi o primeiro título mundial conquistado por Wayne, que, com apenas 19 anos, tornou-se o campeão mais jovem da história da AEW. Em 25 de agosto, no All In, The Patriarchy perdeu o Campeonato Mundial de Trios da AEW em uma luta four-way London de escadas de quatro equipes em Londres para Pac e o Blackpool Combat Club (Claudio Castagnoli e Wheeler Yuta), encerrando seu reinado após 37 dias. No episódio de 12 de março de 2025 do Dynamite, Wayne confrontou Christian Cage após Cage perder sua luta pelo Campeonato Mundial da AEW no Revolution três dias antes. Em 17 de abril, durante o episódio especial Spring BreakThru do Collision, Wayne derrotou Komander para conquistar o Campeonato Mundial Televisivo da ROH pela primeira vez, tornando-se, aos 19 anos, o mais jovem campeão a possuir esse título. Esta vitória marcou também o primeiro título individual de Wayne em uma grande promoção. Em 11 de julho, no Supercard of Honor, Wayne defendeu com sucesso seu título contra Titán. Após Christian Cage e Wayne falharem em conquistar o Campeonato Mundial de Duplas da AEW do The Hurt Syndicate (Bobby Lashley e Shelton Benjamin) no All In: Texas, em 12 de julho de 2025, Wayne — com a ajuda de Kip Sabian — traiu Christian e o atacou, encerrando assim o grupo The Patriarchy.

### New Japan Pro-Wrestling (2025–presente)
Em 5 de abril de 2025, no Sakura Genesis da New Japan Pro-Wrestling (NJPW), foi anunciado que Wayne participaria do torneio Best of the Super Juniors 2025. Wayne foi colocado no Bloco B e terminou com 8 pontos, destacando-se por uma vitória significativa sobre o então campeão Junior Heavyweight IWGP, El Desperado. No entanto, ele não conseguiu avançar para a final do torneio.

## Vida pessoal
Wayne é um lutador de terceira geração, sendo filho de Buddy e Shayna Wayne, e neto de Moondog Ed Moretti. Buddy Wayne faleceu aos 50 anos, em 17 de junho de 2017, vítima de um ataque cardíaco.

## Títulos e prêmios
- 5CC Wrestling
  - 5CC Wrestling Championship (1 vez)[30]
- All Elite Wrestling
  - Campeonato Mundial de Trios da AEW (1 vez) – com Christian Cage e Killswitch[31]
- DEFY Wrestling
  - DEFY World Championship (1 vez)[32]
- Game Changer Wrestling
  - GCW Tag Team Championship (1 vez) – com Jordan Oliver[33]
- Pro Wrestling Illustrated
  - PWI o colocou na #147ª posição dos 500 melhores lutadores individuais no PWI 500 em 2023[34]
- Ring of Honor
  - Campeonato Mundial Televisivo da ROH (1 vez, atual)